# 三枝の激闘スタジアム
『三枝の激闘スタジアム』（さんしのげきとうスタジアム）は、1990年10月6日から1991年9月28日まで関西テレビ（KTV）で放送されていたゲームバラエティ番組である。KTVと吉本興業の共同制作。

## 番組概要
桂三枝（現・6代目桂文枝）が司会を務める冠番組。三枝と同じく吉本興業に所属する若手お笑い芸人（漫才・コント・落語・新喜劇など）たちが「エキサイティングラビッツ」と「ファイティングタートルズ」の2チームに別れ、体当たりゲームで対戦して賞金獲得を目指すものである。
当初は土曜日25:25 - 26:20の55分番組として放送されていたが、1991年4月以降は土曜日14:00 - 14:30の30分番組となった。
1991年1月3日（木曜日）の12:00 - 13:25には、正月特別番組『三枝の大激闘スタジアム』（さんしのだいげきとうスタジアム）として放送された。

## 主なアトラクションゲーム
- アメとってチーム固まる
- 破れ紙通す てめぇら逃げんじゃねぇ！

## 出演者
司会
- 桂三枝

その他の出演芸人
- おかけんた・ゆうた
- 非常階段（シルク、ミヤコ）
- どんきほ〜て（きびのだんご、太平かつみ）
- まるむし商店（磯部公彦、東村雅夫）
- 桂三歩

ほか

## スタッフ
- 企画：桂三枝
- 構成：大工富明、儀賀保秀、浅田晃一郎
- 技術：海生宏彦
- SW：早野昌孝
- CAM：石黒英三
- 音声：後藤田利彦
- VTR：阪倉清孝
- 照明：茂谷治
- 美術：岸村信治
- 衣裳：大槻衣裳
- 進行：原一幸
- メイク：officeサヨコ
- 効果：内光弘
- タイトル：タイトルエイト
- スタイリスト：パブリシティナック
- 協力：すくらんぶる、ホットスタッフ、東通企画、アイ・ティ・エス、ウエルカム、アーチェリープロダクション
- アシスタントディレクター：松本浩、野村佳宏（東通企画）、山田絵美
- ディレクター：虫明茂（東通企画）
- OA担当：伊藤達弘（KTV）
- アシスタントプロデューサー：東条かおり（吉本興業）
- プロデューサー：梁典雄（KTV）、中井秀範（吉本興業）
- 制作：吉本興業
- 制作著作：関西テレビ放送